# Vüqar Ələkbərov
Vüqar Mursal oğlu Ələkbərov (deutsch auch Wugar Alakparow, englische Transkription: Vugar Alakparov; * 5. Januar 1981 in Mingəçevir, Aserbaidschanische SSR, Sowjetunion) ist ein ehemaliger Boxer aus Aserbaidschan, der im Jahr 2000 die olympische Bronzemedaille im Mittelgewicht gewann.

## Boxkarriere
Ələkbərov war anfangs im Rudersport aktiv, wo er zwei nationale Meistertitel erreichen konnte. Ende des Jahres 1995 wechselte er zum Boxsport, wo er bereits nach rund 18 Monaten Training auch hier einen nationalen Meistertitel erkämpfte. 1999 gewann er im Mittelgewicht jeweils die Goldmedaillen beim Brandenburg Cup in Deutschland und dem Sorokin Memorial in Russland sowie die Silbermedaille beim rumänischen Golden Belt Tournament. Eine Teilnahme an den Europameisterschaften 2000 im finnischen Tampere, wo er sich hätte für die Olympischen Spiele qualifizieren können, konnte sich der aserbaidschanische Boxverband finanziell nicht leisten. 
Aufgrund seiner vorherigen Erfolge wurde ihm jedoch vom Olympischen Komitee eine Lizenz zur Teilnahme an den 27. Olympischen Sommerspielen 2000 in Sydney erteilt, wo er im Mittelgewicht an den Start ging. Dort traf er im Vorrundenkampf auf Peter Kariuki, den kenianischen Bronzemedaillengewinner der Panafrikanischen Spiele 1999 und besiegte diesen 12:3 nach Punkten. Im Achtelfinale traf er auf den Australier Paul Miller, der vier Monate zuvor die Goldmedaille bei den Ozeanischen Meisterschaften erkämpft hatte und hier in Sydney vor Heimpublikum auftrat. Ələkbərov gewann den Kampf jedoch knapp mit 9:8 nach Punkten und zog ins Viertelfinale ein. In seinem dortigen Kampf traf er auf den gebürtigen Georgier Akın Kuloğlu, der für die Türkei startete und sich mit einem dritten Platz bei den Weltmeisterschaften 1999 für die Olympischen Spiele qualifiziert hatte. Dabei konnte sich Ələkbərov mit 18:8 deutlich nach Punkten durchsetzen und stand somit im Halbfinale gegen Jorge Gutiérrez aus Kuba, Vizeweltmeister von 1999. Diesem unterlag Ələkbərov schließlich 9:19 nach Punkten und schied mit einer Bronzemedaille aus den Spielen aus. Er wurde somit erster aserbaidschanischer Medaillengewinner bei Olympischen Spielen im Boxen und neben Namig Abdullajew (Gold im Ringen) und Zemfira Meftəhəddinova (Gold im Schießen), einer von nur drei aserbaidschanischen Medaillengewinnern dieser Sommerspiele.
Anschließend wurde er im Juni 2001 zu den Weltmeisterschaften nach Belfast entsandt, wo er jedoch in der zweiten Vorrunde gegen Carl Froch aus Großbritannien unterlag. Auch bei den Europameisterschaften 2002 im russischen Perm, schied er im Achtelfinale gegen den Ukrainer Oleg Maschkin aus. 2003 gewann er im Halbschwergewicht die Silbermedaille bei den Militärweltspielen in Catania. Ihm gelang dabei im Viertelfinale ein beachtlicher Sieg gegen Clemente Russo.
Durch den Gewinn der Goldmedaille beim Feliks Stamm Tournament in Polen, qualifizierte er sich auch für die 28. Olympischen Sommerspiele 2004 in Athen, wo er im Schwergewicht an den Start ging. Dort schlug er im Achtelfinale den Griechen Spyridon Kladouchas 18:14, schied jedoch im Viertelfinale gegen den Syrer Naser al-Shami durch Disqualifikation aus.  
Beim 10. Weltcup in Moskau 2005 und dem 11. Weltcup in Baku 2006, nahm er im Schwer- bzw. Superschwergewicht teil. Er gewann dabei für seine Mannschaft gegen Li Zheshuan aus China (30:12), den amtierenden US-Meister Jonte Willis (K. o.) und Alexander Makarow aus Kasachstan (22:2), verlor jedoch gegen Vitali Mikschiejenko aus der Ukraine (20:26) und Odlanier Solís aus Kuba (4:22). Zudem startete er 2005 im Superschwergewicht noch bei den Weltmeisterschaften in Mianyang, wo er sich im Achtelfinale dem Lokalmatador Zhang Zhilei geschlagen geben musste. 
Auswahl int. Turnierergebnisse
- November 1997: 1. Platz im Halbmittelgewicht beim 2. Anwar Chowdhry Junior Tournament in Aserbaidschan
- März 1999: 1. Platz im Mittelgewicht beim Sorokin Junior Memorial in Russland
- August 1999: 1. Platz im Mittelgewicht beim 4. Brandenburg Cup in Deutschland
- November 1999: 2. Platz im Mittelgewicht beim 28. Golden Belt Tournament in Rumänien
- März 2002: 1. Platz im Halbschwergewicht beim 6. Anwar Chowdhry Cup in Aserbaidschan
- April 2004: 1. Platz im Schwergewicht beim 21. Feliks Stamm Tournament in Polen
- März 2005: 2. Platz im Schwergewicht beim 9. Anwar Chowdhry Cup in Aserbaidschan
- März 2007: 3. Platz im Superschwergewicht beim 1. Great Silk Road Boxing Tournament in Aserbaidschan